# Atsuma (Hokkaidō)
Atsuma (jap. 厚真町, -chō) ist eine Kleinstadt auf der Insel Hokkaidō im Norden Japans. Sie zählt etwa 4600 Einwohner und gehört zum Landkreis Yūfutsu-gun in der Unterpräfektur Iburi.

## Geschichte

### Hokkaidō-Erdbeben 2018
Am 6. September 2018 erschütterte das Hokkaidō-Erdbeben die Stadt Atsuma, die in direkter Nähe zum in Atsumas Nachbargemeinde Mukawa (むかわ町) gelegenen Epizentrum des Erdbebens lag und am schwersten vom Erdbeben getroffen wurde. Im Ortsteil Shikanuma (鹿沼) erreichte das Beben die maximale seismische Intensität von 7 auf der JMA-Skala. Das Beben löste in der Stadt Atsuma zahlreiche Erdrutsche aus, die mehrere Häuser unter sich begruben, vorher von Vegetation bedeckte Hänge freilegten und die Hauptstraße sowie weitere Straßen blockierten. Experten machten das hohe Vorkommen von lockerer vulkanischer Erde auf Hokkaidō für die besondere Anfälligkeit der Insel für Erdrutsche verantwortlich. Am Tag vor dem Erdbeben hatte der Taifun 21 des Jahres 2018 („Jebi“) – der als stärkster Taifun in Japan seit 25 Jahren angesehen wurde und japanweit 14 Menschenleben gefordert hatte – Hokkaidō getroffen, wobei die heftigen Regenfälle das Erdreich auf Hügeln und Bergen Hokkaidōs gelockert hatten. 192 der 394 beim Erdbeben völlig und 278 der 1.016 teilweise zerstörten Häuser standen in Atsuma. Im Wärmekraftwerk Tomatō-Atsuma (苫東厚真火力発電所) kam es am Vormittag des 6. Septembers zu einem Brand.
Von den insgesamt 41 Todesopfern durch das Erdbeben entfielen 36 auf den Ort Atsuma. 61 Einwohner von Atsuma wurden leicht verletzt.
Zu den Einsatzgebieten für die Rettungskräfte zählten in Atsuma die Gebiete chiku (地区) Yoshino (吉野), Tomisato (富里), Horonai (幌内), Takaoka (高丘) und Horosato (幌里). Bis zur Nacht des 8. September 2018 wurden alleine von den 34 Einwohnern des Ortsteils Yoshino 16 Todesfälle bestätigt, während bei einem weiteren Einwohner der Herzstillstand eingetreten war und zwei weitere noch vermisst blieben. Noch Tage nach dem Erdbeben wurden die meisten Einwohner Atsumas in Notunterkünften versorgt und verpflegt, während die Wasser- und Stromversorgung des Ortes noch nicht vollständig wiederhergestellt waren.